# Ilex lundii
Ilex lundii là một loài thực vật có hoa trong họ Aquifoliaceae. Loài này được Warm. mô tả khoa học đầu tiên năm 1880.